# 夏うたドラマSP 幸せの贈り物
『夏うたドラマSP 幸せの贈り物』（なつうたドラマスペシャル しあわせのおくりもの）は、TBSで2009年7月24日に放送された深夜ドラマである。JNN系列各局でもTBSと同日、または遅れネットで放送された。視聴率は3.1%。

## 概要
コブクロの楽曲「時の足音」を題材に、「いのち」をテーマとしたドラマを制作。本作の制作にあたり、「第1回 TBS連ドラ・シナリオ大賞」の最終選考通過者10名がコブクロの楽曲をモチーフとしたプロットをそれぞれ執筆し、その中から選ばれた鹽野佐和子（最終選考通過当時のペンネームは天海佐和子）のプロットを基に脚本が執筆された。鹽野は本作で脚本家デビューを飾る。

## あらすじ
予備校生の瑠璃は、同じクラスの信宏の子供を妊娠するが、大学受験に打ち込むために子供を中絶することを決め、信宏に別れを告げる。瑠璃がそう考えたのは、母・華恵が発した言葉のトラウマからでもあった。そんなある日、遠縁の香世子が息子・真守と一緒に瑠璃の家にやって来る。臨月を迎えていた香世子のお腹の子は心臓病を抱え、出産後の命の危険があった。それでも希望を捨てず、わずかな可能性を信じる香世子の姿に、瑠璃の心は揺らぎ始める。

## キャスト
- 望月瑠璃 - 榮倉奈々
- 竹下信宏 - 市川知宏
- 三国直人 - 綱島郷太郎
- 高杉幹子 - 宮地雅子
- 三国真守 - 加部亜門
- 望月華恵 - 朝加真由美
- 三国香世子 - 桜井幸子
- バスの乗客 - 森康子
- 産婦人科受付 - 結城さなえ
- こども医療センターの看護師 - 水月舞、佐野美雪、三谷郁未
- 予備校生 - 柊瑠美、平野由希、森本祐吏、近藤起矢、坂城君、加藤弘晃
- 予備校講師 - 骨川道夫
- 救急隊員 - 田中清貴、歌田裕一
- 産婦人科医 - 黒田浩史

## スタッフ
- 主題歌 - コブクロ「時の足音」
- 劇中歌 - コブクロ「虹」
- 脚本 - 鹽野佐和子
- プロデューサー - 鈴木早苗（TBS）、志村彰・長坂淳子（The icon）
- 演出 - 髙成麻畝子（TBS）
- 音楽 - 近藤貴亮、岩崎充徳
- 技術協力 - フォーチュン、ブル
- 照明協力 - Kカンパニー
- 美術協力 - フジアール
- ロケ協力 - 牛久フィルムコミッション、横浜市都筑区役所、川崎市立多摩病院、横浜国際プール、横浜市交通局 ほか
- 製作 - TBS、The icon

## 放送日時
| 放送地域   | 放送局                      | 放送日時                    | 放送地域   | 放送局                  | 放送日時                    |
| ---------- | --------------------------- | --------------------------- | ---------- | ----------------------- | --------------------------- |
| 関東広域圏 | TBSテレビ(TBS) ドラマ制作局 | 2009年7月24日 24:20 - 25:20 | 山梨県     | テレビ山梨(UTY)         | 2009年7月28日 9:55 - 10:55  |
| 宮城県     | 東北放送(TBC)               | 2009年7月24日 24:20 - 25:20 | 近畿広域圏 | 毎日放送(MBS)           | 2009年7月28日 24:25 - 25:25 |
| 山形県     | テレビユー山形(TUY)         | 2009年7月24日 24:20 - 25:20 | 宮崎県     | 宮崎放送(MRT)           | 2009年7月29日 23:59 - 24:59 |
| 福島県     | テレビユー福島(TUF)         | 2009年7月24日 24:20 - 25:20 | 岩手県     | IBC岩手放送(IBC)        | 2009年7月31日 24:59 - 25:59 |
| 長野県     | 信越放送(SBC)               | 2009年7月24日 24:20 - 25:20 | 北海道     | 北海道放送(HBC)         | 2009年7月31日 24:35 - 25:35 |
| 新潟県     | 新潟放送(BSN)               | 2009年7月24日 24:20 - 25:20 | 高知県     | テレビ高知(KUTV)        | 2009年8月2日 13:00 - 13:54  |
| 静岡県     | 静岡放送(SBS)               | 2009年7月24日 24:20 - 25:20 | 福岡県     | RKB毎日放送(RKB)        | 2009年8月4日 24:59 - 26:00  |
| 中京広域圏 | 中部日本放送(CBC)           | 2009年7月24日 24:20 - 25:20 | 富山県     | チューリップテレビ(TUT) | 2009年8月5日 24:55 - 25:55  |
| 愛媛県     | あいテレビ(ITV)             | 2009年7月24日 24:20 - 25:20 | 長崎県     | 長崎放送(NBC)           | 2009年8月9日 14:00 - 15:00  |
| 沖縄県     | 琉球放送(RBC)               | 2009年7月24日 24:20 - 25:20 | 熊本県     | 熊本放送(RKK)           | 2009年8月14日 25:09 - 26:25 |